# Bajčići
Bajčići (olaszul: Baicici) falu Horvátországban Tengermellék-Hegyvidék megyében. Közigazgatásilag Krkhez tartozik.

## Fekvése
A Krk-sziget Šotoventonak nevezett nyugati részén Krk városától 9 km-re északnyugatra, a sziget belsejében, a legközelebbi tengerparttól 4 km-re a 104-es számú főút mellett fekszik. Teljesen egybeépült a szomszédos Nenadići településeel.

## Története
A település nevét egykori lakóiról a Bajčić családról kapta, melynek tagjai közül ma is nagy számban élnek a szigeten főként Krk város és Malinska vidékén. Bajčićin ma is ez az egyik leggyakoribb vezetéknév.
Területe a 15. század első feléig csak gyéren lakott volt. A Frangepánok, hogy fokozzák az adóból származó bevételeiket a 15. században velebiti vlachokat telepítettek ide, akik egy sajátos nyelvet az úgynevezett krki románt (krčkorumunjski) beszélték. A nyelv utolsó beszélője is az e családhoz tartozó 1875-ben elhunyt Mate Bajčić Gašpović volt. A Frangepánok krki uralma 1480-ig tartott, amikor Velence tartva attól, hogy a Mátyás magyar király elfoglalja Frangepán VII. Jánost a sziget átadására bírta. Ezt követően Krk szigetét a Velence által kinevezett kormányzók, velencei nemesek igazgatták, akik viszonylagos önállóságot élveztek. A 16. század elején a török veszély miatt a kontinens területeiről számos menekült érkezett ide. 
1797-ben a napóleoni háborúk egyik következménye a Velencei Köztársaság megszűnése volt. Napóleon bukása után 1813-ban Krk osztrák kézre került. Ausztria 1822-ben a Kvarner szigeteivel együtt elválasztotta Dalmáciától és Isztriával kapcsolta össze, mely közvetlenül Bécs irányítása alá tartozott. 1867 és 1918 között az Osztrák–Magyar Monarchia része volt. 1857-ben 133, 1910-ben 158 lakosa volt. Az Osztrák-Magyar Monarchia bukását rövid olasz uralom követte, majd a település a Szerb–Horvát–Szlovén Királyság része lett. 
A második világháború idején előbb olasz, majd német csapatok szállták meg. A háborút követően újra Jugoszlávia, majd az önálló horvát állam része lett. 2011-ben 156 lakosa volt. Lakói főként mezőgazdasággal, főként földműveléssel, állattartással, kisebb mértékben olajbogyó termesztéssel foglalkoztak. Ma is a mezőgazdaság a legfontosabb megélhetési forrás, de kevés iparos is él a településen. A tengerparttól viszonylagos nagyobb távolsága miatt a turizmus itt nem fejlődött ki annyira, mint a sziget más településein. A település egyik legnagyobb gondja a vízvezeték hiánya volt. A vízvezeték hálózat kiépítése 2005-ben kezdődött, így Bajčići lett a Šotovento legelső vízvezetékkel rendelkező települése.

## Lakosság
| Lakosság változása | Lakosság változása | Lakosság változása | Lakosság változása | Lakosság változása | Lakosság változása | Lakosság változása | Lakosság változása | Lakosság változása | Lakosság változása | Lakosság változása | Lakosság változása | Lakosság változása | Lakosság változása | Lakosság változása | Lakosság változása |
| ------------------ | ------------------ | ------------------ | ------------------ | ------------------ | ------------------ | ------------------ | ------------------ | ------------------ | ------------------ | ------------------ | ------------------ | ------------------ | ------------------ | ------------------ | ------------------ |
| 1857               | 1869               | 1880               | 1890               | 1900               | 1910               | 1921               | 1931               | 1948               | 1953               | 1961               | 1971               | 1981               | 1991               | 2001               | 2011               |
| 133                | 146                | 153                | 144                | 150                | 158                | 155                | 161                | 180                | 168                | 131                | 112                | 100                | 114                | 127                | 129                |

## Nevezetességei
Szent Lénárd tiszteletére szentelt kápolnája a 18. században épült a régi azonos titulusú žgaljići kápolna anyagából.